# Eleições autárquicas de 2017 em Viseu
As eleições autárquicas de 2017 serviram para eleger os membros dos diferentes órgãos do poder local no Concelho de Viseu.
O Partido Social Democrata, liderado por Almeida Henriques (autarca desde 2013), reforçou a sua votação e conseguiu manter a maioria absoluta. Com esta nova vitória, os social-democratas conseguiram manter uma câmara que já controlam desde 1989 de forma consecutiva.
Quanto aos outros partidos, o Partido Socialista manteve-se com os mesmos resultados das eleições de 2013, enquanto o CDS – Partido Popular perdeu o vereador que tinha elegido nas eleições anteriores.

## Listas e Candidatos
| Lista | Lista                          | Candidato            |
| ----- | ------------------------------ | -------------------- |
|       | Partido Social Democrata       | Almeida Henriques    |
|       | Partido Socialista             | Lúcia Silva          |
|       | CDS – Partido Popular          | Paula Jacinta Amaral |
|       | Coligação Democrática Unitária | Filomena Pires       |
|       | Bloco de Esquerda              | Fernando Figueiredo  |
|       | Pessoas–Animais–Natureza       | Carolina Almeida     |

## Resultados Oficiais
Os resultados para os diferentes órgãos do poder local no Concelho de Viseu foram os seguintes:

### Câmara Municipal
| Partido                 | Partido                        | Votos  | %               | +/-  | Vereadores | +/-     |
| ----------------------- | ------------------------------ | ------ | --------------- | ---- | ---------- | ------- |
|                         | Partido Social Democrata       | 24 786 | 51,74 / 100,00  | 5,37 | 6 / 9      | 1       |
|                         | Partido Socialista             | 12 676 | 26,46 / 100,00  | 0,38 | 3 / 9      | Estável |
|                         | CDS – Partido Popular          | 2 442  | 5,10 / 100,00   | 4,46 | 0 / 9      | 1       |
|                         | Bloco de Esquerda              | 2 293  | 4,79 / 100,00   | 0,99 | 0 / 9      | Estável |
|                         | Coligação Democrática Unitária | 1 846  | 3,85 / 100,00   | 0,17 | 0 / 9      | Estável |
|                         | Pessoas–Animais–Natureza       | 1 043  | 2,18 / 100,00   | -    | 0 / 9      | -       |
| Votos Inválidos         | Votos Inválidos                | 2 821  | 5,88 / 100,00   | 3,52 |            |         |
| Total                   | Total                          | 47 907 | 100,00 / 100,00 |      | 9 / 9      |         |
| Eleitorado/Participação | Eleitorado/Participação        | 94 329 | 50,79 / 100,00  | 2,80 |            |         |

### Assembleia Municipal
| Partido                 | Partido                        | Votos  | %               | +/-  | Deputados | +/-     |
| ----------------------- | ------------------------------ | ------ | --------------- | ---- | --------- | ------- |
|                         | Partido Social Democrata       | 22 606 | 47,19 / 100,00  | 2,81 | 15 / 27   | 1       |
|                         | Partido Socialista             | 13 378 | 27,93 / 100,00  | 0,96 | 9 / 27    | 1       |
|                         | CDS – Partido Popular          | 2 809  | 5,86 / 100,00   | 3,66 | 1 / 27    | 2       |
|                         | Bloco de Esquerda              | 2 729  | 5,70 / 100,00   | 1,11 | 1 / 27    | Estável |
|                         | Coligação Democrática Unitária | 2 023  | 4,22 / 100,00   | 0,26 | 1 / 27    | Estável |
|                         | Pessoas–Animais–Natureza       | 1 342  | 2,80 / 100,00   | -    | 0 / 27    | -       |
| Votos Inválidos         | Votos Inválidos                | 3 017  | 6,30 / 100,00   | 3,76 |           |         |
| Total                   | Total                          | 47 904 | 100,00 / 100,00 |      | 27 / 27   |         |
| Eleitorado/Participação | Eleitorado/Participação        | 94 329 | 50,78 / 100,00  | 2,75 |           |         |

### Juntas de Freguesia
| Partido                 | Partido                        | Votos  | %               | +/-  | Presidentes | +/-     | Mandatos  | +/- |
| ----------------------- | ------------------------------ | ------ | --------------- | ---- | ----------- | ------- | --------- | --- |
|                         | Partido Social Democrata       | 23 671 | 49,41 / 100,00  | 5,23 | 21 / 25     | Estável | 148 / 247 | 3   |
|                         | Partido Socialista             | 14 164 | 29,56 / 100,00  | 1,50 | 3 / 25      | Estável | 82 / 247  | 5   |
|                         | CDS – Partido Popular          | 2 709  | 5,65 / 100,00   | 3,40 | 0 / 25      | Estável | 6 / 247   | 12  |
|                         | Bloco de Esquerda              | 1 960  | 4,09 / 100,00   | 1,68 | 0 / 25      | Estável | 7 / 247   | 5   |
|                         | Coligação Democrática Unitária | 1 739  | 3,63 / 100,00   | 0,50 | 0 / 25      | Estável | 1 / 247   | 1   |
|                         | Grupo de Cidadãos              | 567    | 1,18 / 100,00   | 2,27 | 1 / 25      | Estável | 3 / 247   | 4   |
| Votos Inválidos         | Votos Inválidos                | 3 102  | 6,48 / 100,00   | 2,23 |             |         |           |     |
| Total                   | Total                          | 47 912 | 100,00 / 100,00 |      | 25 / 25     |         | 247 / 247 | 4   |
| Eleitorado/Participação | Eleitorado/Participação        | 94 329 | 50,79 / 100,00  | 2,75 |             |         |           |     |

## Resultados por Freguesia

### Câmara Municipal
| Freguesia                          | %     | %     | %     | %     | %    | %    | Votantes |
| Freguesia                          | PSD   | PS    | CDS   | BE    | CDU  | PAN  | Votantes |
| ---------------------------------- | ----- | ----- | ----- | ----- | ---- | ---- | -------- |
| Abraveses                          | 49,92 | 25,46 | 4,56  | 6,17  | 5,00 | 2,92 | 3 660    |
| Barreiros e Cepões                 | 48,59 | 26,39 | 4,29  | 12,46 | 1,99 | 0,63 | 955      |
| Boa Aldeia, Farminhão e Torredeita | 40,16 | 35,89 | 9,74  | 5,85  | 2,14 | 0,75 | 1 591    |
| Bodiosa                            | 66,77 | 20,00 | 3,14  | 2,36  | 1,57 | 1,09 | 1 655    |
| Calde                              | 63,95 | 23,06 | 3,31  | 1,27  | 3,31 | 1,40 | 785      |
| Campo                              | 60,49 | 19,53 | 6,03  | 3,67  | 2,99 | 2,08 | 2 207    |
| Cavernães                          | 72,65 | 14,58 | 3,01  | 2,05  | 2,53 | 0,96 | 830      |
| Cota                               | 55,75 | 31,93 | 3,57  | 0,49  | 1,46 | 1,46 | 617      |
| Coutos de Viseu                    | 53,06 | 28,72 | 4,96  | 1,73  | 3,92 | 2,19 | 867      |
| Fail e Vila Chã de Sá              | 53,19 | 33,29 | 3,64  | 2,20  | 1,58 | 0,69 | 1 457    |
| Fragosela                          | 53,40 | 30,45 | 5,00  | 3,00  | 2,14 | 1,50 | 1 399    |
| Lordosa                            | 62,68 | 20,52 | 5,19  | 2,25  | 2,48 | 1,13 | 887      |
| Mundão                             | 49,17 | 32,89 | 2,99  | 2,44  | 3,93 | 2,60 | 1 271    |
| Orgens                             | 47,55 | 28,81 | 4,18  | 5,55  | 3,57 | 3,52 | 1 819    |
| Povolide                           | 63,33 | 28,02 | 2,43  | 1,07  | 1,46 | 0,97 | 1 028    |
| Ranhados                           | 47,54 | 23,89 | 6,23  | 6,80  | 5,24 | 2,46 | 2 118    |
| Repeses e São Salvador             | 47,89 | 26,30 | 5,54  | 6,03  | 4,61 | 2,45 | 2 817    |
| Ribafeita                          | 56,75 | 32,82 | 1,78  | 1,78  | 2,13 | 2,13 | 844      |
| Rio de Loba                        | 50,83 | 25,73 | 4,65  | 4,88  | 4,58 | 2,68 | 3 996    |
| Santos Evos                        | 59,96 | 28,16 | 3,63  | 1,10  | 1,98 | 1,21 | 909      |
| São Cipriano e Vil de Souto        | 62,56 | 17,30 | 5,94  | 3,46  | 3,64 | 1,15 | 1 127    |
| São João de Lourosa                | 49,89 | 31,66 | 5,76  | 3,24  | 3,41 | 1,91 | 2 255    |
| São Pedro de France                | 54,38 | 23,40 | 13,46 | 1,05  | 1,44 | 0,78 | 765      |
| Silgueiros                         | 46,49 | 40,35 | 3,92  | 1,71  | 1,66 | 0,83 | 1 809    |
| Viseu                              | 46,78 | 24,05 | 5,64  | 7,50  | 5,90 | 3,17 | 10 239   |
| Viseu                              | 51,74 | 26,46 | 5,10  | 4,79  | 3,85 | 2,18 | 47 907   |

#### Abraveses
| Partido                 | Partido                        | Votos | %               | +/-  |
| ----------------------- | ------------------------------ | ----- | --------------- | ---- |
|                         | Partido Social Democrata       | 1 827 | 49,92 / 100,00  | 7,38 |
|                         | Partido Socialista             | 932   | 25,46 / 100,00  | 0,25 |
|                         | Bloco de Esquerda              | 226   | 6,17 / 100,00   | 0,48 |
|                         | Coligação Democrática Unitária | 183   | 5,00 / 100,00   | 1,09 |
|                         | CDS – Partido Popular          | 167   | 4,56 / 100,00   | 3,46 |
|                         | Pessoas–Animais–Natureza       | 107   | 2,92 / 100,00   | -    |
| Votos Inválidos         | Votos Inválidos                | 218   | 5,96 / 100,00   | 5,54 |
| Total                   | Total                          | 3 660 | 100,00 / 100,00 |      |
| Eleitorado/Participação | Eleitorado/Participação        | 7 843 | 46,67 / 100,00  | 2,16 |

#### Barreiros e Cepões
| Partido                 | Partido                        | Votos | %               | +/-   |
| ----------------------- | ------------------------------ | ----- | --------------- | ----- |
|                         | Partido Social Democrata       | 464   | 48,56 / 100,00  | 5,54  |
|                         | Partido Socialista             | 252   | 26,39 / 100,00  | 0,94  |
|                         | Bloco de Esquerda              | 119   | 12,46 / 100,00  | 10,56 |
|                         | CDS – Partido Popular          | 41    | 4,29 / 100,00   | 17,55 |
|                         | Coligação Democrática Unitária | 19    | 1,99 / 100,00   | 0,09  |
|                         | Pessoas–Animais–Natureza       | 6     | 0,63 / 100,00   | -     |
| Votos Inválidos         | Votos Inválidos                | 54    | 5,65 / 100,00   | 0,24  |
| Total                   | Total                          | 955   | 100,00 / 100,00 |       |
| Eleitorado/Participação | Eleitorado/Participação        | 1 892 | 50,48 / 100,00  | 1,01  |

#### Boa Aldeia, Farminhão e Torredeita
| Partido                 | Partido                        | Votos | %               | +/-  |
| ----------------------- | ------------------------------ | ----- | --------------- | ---- |
|                         | Partido Social Democrata       | 639   | 40,16 / 100,00  | 2,11 |
|                         | Partido Socialista             | 571   | 35,89 / 100,00  | 1,15 |
|                         | CDS – Partido Popular          | 155   | 9,74 / 100,00   | 1,10 |
|                         | Bloco de Esquerda              | 93    | 5,85 / 100,00   | 3,84 |
|                         | Coligação Democrática Unitária | 34    | 2,14 / 100,00   | 0,13 |
|                         | Pessoas–Animais–Natureza       | 12    | 0,75 / 100,00   | -    |
| Votos Inválidos         | Votos Inválidos                | 87    | 5,47 / 100,00   | 4,60 |
| Total                   | Total                          | 1 591 | 100,00 / 100,00 |      |
| Eleitorado/Participação | Eleitorado/Participação        | 2 467 | 64,49 / 100,00  | 7,56 |

#### Bodiosa
| Partido                 | Partido                        | Votos | %               | +/-  |
| ----------------------- | ------------------------------ | ----- | --------------- | ---- |
|                         | Partido Social Democrata       | 1 105 | 66,77 / 100,00  | 5,96 |
|                         | Partido Socialista             | 331   | 20,00 / 100,00  | 5,70 |
|                         | CDS – Partido Popular          | 52    | 3,14 / 100,00   | 0,60 |
|                         | Bloco de Esquerda              | 39    | 2,36 / 100,00   | 0,58 |
|                         | Coligação Democrática Unitária | 26    | 1,57 / 100,00   | 0,59 |
|                         | Pessoas–Animais–Natureza       | 18    | 1,09 / 100,00   | -    |
| Votos Inválidos         | Votos Inválidos                | 84    | 5,07 / 100,00   | 1,93 |
| Total                   | Total                          | 1 665 | 100,00 / 100,00 |      |
| Eleitorado/Participação | Eleitorado/Participação        | 3 135 | 52,79 / 100,00  | 7,44 |

#### Calde
| Partido                 | Partido                        | Votos | %               | +/-   |
| ----------------------- | ------------------------------ | ----- | --------------- | ----- |
|                         | Partido Social Democrata       | 502   | 63,95 / 100,00  | 11,03 |
|                         | Partido Socialista             | 181   | 23,06 / 100,00  | 6,62  |
|                         | CDS – Partido Popular          | 26    | 3,31 / 100,00   | 4,48  |
|                         | Coligação Democrática Unitária | 26    | 3,31 / 100,00   | 0,03  |
|                         | Pessoas–Animais–Natureza       | 11    | 1,40 / 100,00   | -     |
|                         | Bloco de Esquerda              | 10    | 1,27 / 100,00   | 0,07  |
| Votos Inválidos         | Votos Inválidos                | 29    | 3,69 / 100,00   | 1,29  |
| Total                   | Total                          | 785   | 100,00 / 100,00 |       |
| Eleitorado/Participação | Eleitorado/Participação        | 1 807 | 43,44 / 100,00  | 1,97  |

#### Campo
| Partido                 | Partido                        | Votos | %               | +/-  |
| ----------------------- | ------------------------------ | ----- | --------------- | ---- |
|                         | Partido Social Democrata       | 1 335 | 60,49 / 100,00  | 6,66 |
|                         | Partido Socialista             | 431   | 19,53 / 100,00  | 1,78 |
|                         | CDS – Partido Popular          | 133   | 6,03 / 100,00   | 3,35 |
|                         | Bloco de Esquerda              | 81    | 3,67 / 100,00   | 0,39 |
|                         | Coligação Democrática Unitária | 66    | 2,99 / 100,00   | 0,15 |
|                         | Pessoas–Animais–Natureza       | 46    | 2,08 / 100,00   | -    |
| Votos Inválidos         | Votos Inválidos                | 115   | 5,21 / 100,00   | 3,85 |
| Total                   | Total                          | 2 207 | 100,00 / 100,00 |      |
| Eleitorado/Participação | Eleitorado/Participação        | 4 850 | 45,51 / 100,00  | 1,87 |

#### Cavernães
| Partido                 | Partido                        | Votos | %               | +/-   |
| ----------------------- | ------------------------------ | ----- | --------------- | ----- |
|                         | Partido Social Democrata       | 603   | 72,65 / 100,00  | 11,28 |
|                         | Partido Socialista             | 121   | 14,58 / 100,00  | 9,52  |
|                         | CDS – Partido Popular          | 25    | 3,01 / 100,00   | 4,08  |
|                         | Coligação Democrática Unitária | 21    | 2,53 / 100,00   | 1,18  |
|                         | Bloco de Esquerda              | 17    | 2,05 / 100,00   | 0,59  |
|                         | Pessoas–Animais–Natureza       | 8     | 0,96 / 100,00   | -     |
| Votos Inválidos         | Votos Inválidos                | 35    | 4,22 / 100,00   | 0,40  |
| Total                   | Total                          | 830   | 100,00 / 100,00 |       |
| Eleitorado/Participação | Eleitorado/Participação        | 1 370 | 60,58 / 100,00  | 1,42  |

#### Cota
| Partido                 | Partido                        | Votos | %               | +/-   |
| ----------------------- | ------------------------------ | ----- | --------------- | ----- |
|                         | Partido Social Democrata       | 344   | 55,75 / 100,00  | 4,41  |
|                         | Partido Socialista             | 197   | 31,93 / 100,00  | 12,68 |
|                         | CDS – Partido Popular          | 22    | 3,57 / 100,00   | 15,98 |
|                         | Coligação Democrática Unitária | 9     | 1,46 / 100,00   | 0,33  |
|                         | Pessoas–Animais–Natureza       | 9     | 1,46 / 100,00   | -     |
|                         | Bloco de Esquerda              | 3     | 0,49 / 100,00   | 0,85  |
| Votos Inválidos         | Votos Inválidos                | 33    | 5,34 / 100,00   | 1,38  |
| Total                   | Total                          | 617   | 100,00 / 100,00 |       |
| Eleitorado/Participação | Eleitorado/Participação        | 1 367 | 45,14 / 100,00  | 0,59  |

#### Coutos de Viseu
| Partido                 | Partido                        | Votos | %               | +/-  |
| ----------------------- | ------------------------------ | ----- | --------------- | ---- |
|                         | Partido Social Democrata       | 460   | 53,06 / 100,00  | 1,32 |
|                         | Partido Socialista             | 249   | 28,72 / 100,00  | 2,91 |
|                         | CDS – Partido Popular          | 43    | 4,96 / 100,00   | 0,43 |
|                         | Coligação Democrática Unitária | 34    | 3,92 / 100,00   | 0,20 |
|                         | Pessoas–Animais–Natureza       | 19    | 2,19 / 100,00   | -    |
|                         | Bloco de Esquerda              | 15    | 1,73 / 100,00   | 0,60 |
| Votos Inválidos         | Votos Inválidos                | 47    | 5,42 / 100,00   | 0,63 |
| Total                   | Total                          | 867   | 100,00 / 100,00 |      |
| Eleitorado/Participação | Eleitorado/Participação        | 1 537 | 56,41 / 100,00  | 4,29 |

#### Fail e Vila Chã de Sá
| Partido                 | Partido                        | Votos | %               | +/-   |
| ----------------------- | ------------------------------ | ----- | --------------- | ----- |
|                         | Partido Social Democrata       | 775   | 53,19 / 100,00  | 13,43 |
|                         | Partido Socialista             | 485   | 33,29 / 100,00  | 10,31 |
|                         | CDS – Partido Popular          | 53    | 3,64 / 100,00   | 1,24  |
|                         | Bloco de Esquerda              | 32    | 2,20 / 100,00   | 0,36  |
|                         | Coligação Democrática Unitária | 23    | 1,58 / 100,00   | 0,90  |
|                         | Pessoas–Animais–Natureza       | 10    | 0,69 / 100,00   | -     |
| Votos Inválidos         | Votos Inválidos                | 79    | 5,43 / 100,00   | 2,01  |
| Total                   | Total                          | 1 457 | 100,00 / 100,00 |       |
| Eleitorado/Participação | Eleitorado/Participação        | 2 505 | 58,16 / 100,00  | 9,56  |

#### Fragosela
| Partido                 | Partido                        | Votos | %               | +/-  |
| ----------------------- | ------------------------------ | ----- | --------------- | ---- |
|                         | Partido Social Democrata       | 747   | 53,40 / 100,00  | 4,28 |
|                         | Partido Socialista             | 426   | 30,45 / 100,00  | 0,21 |
|                         | CDS – Partido Popular          | 70    | 5,00 / 100,00   | 2,16 |
|                         | Bloco de Esquerda              | 42    | 3,00 / 100,00   | 0,45 |
|                         | Coligação Democrática Unitária | 30    | 2,14 / 100,00   | 0,22 |
|                         | Pessoas–Animais–Natureza       | 21    | 1,50 / 100,00   | -    |
| Votos Inválidos         | Votos Inválidos                | 63    | 4,50 / 100,00   | 3,17 |
| Total                   | Total                          | 1 399 | 100,00 / 100,00 |      |
| Eleitorado/Participação | Eleitorado/Participação        | 2 369 | 59,05 / 100,00  | 8,52 |

#### Lordosa
| Partido                 | Partido                        | Votos | %               | +/-  |
| ----------------------- | ------------------------------ | ----- | --------------- | ---- |
|                         | Partido Social Democrata       | 556   | 62,68 / 100,00  | 5,71 |
|                         | Partido Socialista             | 182   | 20,52 / 100,00  | 1,57 |
|                         | CDS – Partido Popular          | 46    | 5,19 / 100,00   | 4,65 |
|                         | Coligação Democrática Unitária | 22    | 2,48 / 100,00   | 1,66 |
|                         | Bloco de Esquerda              | 20    | 2,25 / 100,00   | 0,11 |
|                         | Pessoas–Animais–Natureza       | 10    | 1,13 / 100,00   | -    |
| Votos Inválidos         | Votos Inválidos                | 51    | 5,75 / 100,00   | 5,31 |
| Total                   | Total                          | 887   | 100,00 / 100,00 |      |
| Eleitorado/Participação | Eleitorado/Participação        | 2 159 | 41,08 / 100,00  | 0,22 |

#### Mundão
| Partido                 | Partido                        | Votos | %               | +/-  |
| ----------------------- | ------------------------------ | ----- | --------------- | ---- |
|                         | Partido Social Democrata       | 625   | 49,17 / 100,00  | 2,60 |
|                         | Partido Socialista             | 418   | 32,89 / 100,00  | 5,41 |
|                         | Coligação Democrática Unitária | 50    | 3,93 / 100,00   | 1,26 |
|                         | CDS – Partido Popular          | 38    | 2,99 / 100,00   | 5,64 |
|                         | Pessoas–Animais–Natureza       | 33    | 2,60 / 100,00   | -    |
|                         | Bloco de Esquerda              | 31    | 2,44 / 100,00   | 1,23 |
| Votos Inválidos         | Votos Inválidos                | 76    | 5,98 / 100,00   | 2,49 |
| Total                   | Total                          | 1 271 | 100,00 / 100,00 |      |
| Eleitorado/Participação | Eleitorado/Participação        | 2 112 | 60,18 / 100,00  | 2,08 |

#### Orgens
| Partido                 | Partido                        | Votos | %               | +/-  |
| ----------------------- | ------------------------------ | ----- | --------------- | ---- |
|                         | Partido Social Democrata       | 865   | 47,55 / 100,00  | 2,21 |
|                         | Partido Socialista             | 524   | 28,81 / 100,00  | 4,76 |
|                         | Bloco de Esquerda              | 101   | 5,55 / 100,00   | 1,88 |
|                         | CDS – Partido Popular          | 76    | 4,18 / 100,00   | 7,37 |
|                         | Coligação Democrática Unitária | 65    | 3,57 / 100,00   | 1,60 |
|                         | Pessoas–Animais–Natureza       | 64    | 3,52 / 100,00   | -    |
| Votos Inválidos         | Votos Inválidos                | 124   | 6,82 / 100,00   | 3,40 |
| Total                   | Total                          | 1 819 | 100,00 / 100,00 |      |
| Eleitorado/Participação | Eleitorado/Participação        | 3 360 | 54,14 / 100,00  | 3,91 |

#### Povolide
| Partido                 | Partido                        | Votos | %               | +/-   |
| ----------------------- | ------------------------------ | ----- | --------------- | ----- |
|                         | Partido Social Democrata       | 651   | 63,33 / 100,00  | 3,27  |
|                         | Partido Socialista             | 288   | 28,02 / 100,00  | 7,69  |
|                         | CDS – Partido Popular          | 25    | 2,43 / 100,00   | 11,09 |
|                         | Coligação Democrática Unitária | 15    | 1,46 / 100,00   | 0,78  |
|                         | Bloco de Esquerda              | 11    | 1,07 / 100,00   | 0,36  |
|                         | Pessoas–Animais–Natureza       | 10    | 0,97 / 100,00   | -     |
| Votos Inválidos         | Votos Inválidos                | 28    | 2,72 / 100,00   | 0,43  |
| Total                   | Total                          | 1 028 | 100,00 / 100,00 |       |
| Eleitorado/Participação | Eleitorado/Participação        | 1 758 | 58,48 / 100,00  | 4,41  |

#### Ranhados
| Partido                 | Partido                        | Votos | %               | +/-  |
| ----------------------- | ------------------------------ | ----- | --------------- | ---- |
|                         | Partido Social Democrata       | 1 007 | 47,54 / 100,00  | 6,08 |
|                         | Partido Socialista             | 506   | 23,89 / 100,00  | 2,88 |
|                         | Bloco de Esquerda              | 144   | 6,80 / 100,00   | 0,52 |
|                         | CDS – Partido Popular          | 132   | 6,23 / 100,00   | 2,23 |
|                         | Coligação Democrática Unitária | 111   | 5,24 / 100,00   | 0,02 |
|                         | Pessoas–Animais–Natureza       | 52    | 2,46 / 100,00   | -    |
| Votos Inválidos         | Votos Inválidos                | 166   | 7,84 / 100,00   | 3,98 |
| Total                   | Total                          | 2 118 | 100,00 / 100,00 |      |
| Eleitorado/Participação | Eleitorado/Participação        | 4 322 | 49,01 / 100,00  | 2,13 |

#### Repeses e São Salvador
| Partido                 | Partido                        | Votos | %               | +/-  |
| ----------------------- | ------------------------------ | ----- | --------------- | ---- |
|                         | Partido Social Democrata       | 1 349 | 47,89 / 100,00  | 4,55 |
|                         | Partido Socialista             | 741   | 26,30 / 100,00  | 0,25 |
|                         | Bloco de Esquerda              | 170   | 6,03 / 100,00   | 1,22 |
|                         | CDS – Partido Popular          | 156   | 5,54 / 100,00   | 4,00 |
|                         | Coligação Democrática Unitária | 130   | 4,61 / 100,00   | 0,08 |
|                         | Pessoas–Animais–Natureza       | 69    | 2,45 / 100,00   | -    |
| Votos Inválidos         | Votos Inválidos                | 202   | 7,17 / 100,00   | 4,09 |
| Total                   | Total                          | 2 817 | 100,00 / 100,00 |      |
| Eleitorado/Participação | Eleitorado/Participação        | 5 146 | 54,74 / 100,00  | 1,54 |

#### Ribafeita
| Partido                 | Partido                        | Votos | %               | +/-   |
| ----------------------- | ------------------------------ | ----- | --------------- | ----- |
|                         | Partido Social Democrata       | 479   | 56,75 / 100,00  | 5,37  |
|                         | Partido Socialista             | 277   | 32,82 / 100,00  | 12,72 |
|                         | Coligação Democrática Unitária | 18    | 2,13 / 100,00   | 1,65  |
|                         | Pessoas–Animais–Natureza       | 18    | 2,13 / 100,00   | -     |
|                         | CDS – Partido Popular          | 15    | 1,78 / 100,00   | 2,85  |
|                         | Bloco de Esquerda              | 15    | 1,78 / 100,00   | 0,20  |
| Votos Inválidos         | Votos Inválidos                | 22    | 2,60 / 100,00   | 5,19  |
| Total                   | Total                          | 844   | 100,00 / 100,00 |       |
| Eleitorado/Participação | Eleitorado/Participação        | 1 398 | 60,37 / 100,00  | 8,31  |

#### Rio de Loba
| Partido                 | Partido                        | Votos | %               | +/-  |
| ----------------------- | ------------------------------ | ----- | --------------- | ---- |
|                         | Partido Social Democrata       | 2 031 | 50,83 / 100,00  | 7,45 |
|                         | Partido Socialista             | 1 028 | 25,73 / 100,00  | 1,63 |
|                         | Bloco de Esquerda              | 195   | 4,88 / 100,00   | 0,91 |
|                         | CDS – Partido Popular          | 186   | 4,65 / 100,00   | 4,77 |
|                         | Coligação Democrática Unitária | 183   | 4,58 / 100,00   | 0,62 |
|                         | Pessoas–Animais–Natureza       | 107   | 2,68 / 100,00   | -    |
| Votos Inválidos         | Votos Inválidos                | 266   | 6,66 / 100,00   | 4,02 |
| Total                   | Total                          | 3 996 | 100,00 / 100,00 |      |
| Eleitorado/Participação | Eleitorado/Participação        | 8 237 | 48,51 / 100,00  | 3,50 |

#### Santos Evos
| Partido                 | Partido                        | Votos | %               | +/-  |
| ----------------------- | ------------------------------ | ----- | --------------- | ---- |
|                         | Partido Social Democrata       | 545   | 59,96 / 100,00  | 1,69 |
|                         | Partido Socialista             | 256   | 28,16 / 100,00  | 1,22 |
|                         | CDS – Partido Popular          | 33    | 3,63 / 100,00   | 2,90 |
|                         | Coligação Democrática Unitária | 18    | 1,98 / 100,00   | 0,35 |
|                         | Pessoas–Animais–Natureza       | 11    | 1,21 / 100,00   | -    |
|                         | Bloco de Esquerda              | 10    | 1,10 / 100,00   | 0,53 |
| Votos Inválidos         | Votos Inválidos                | 36    | 3,96 / 100,00   | 1,04 |
| Total                   | Total                          | 909   | 100,00 / 100,00 |      |
| Eleitorado/Participação | Eleitorado/Participação        | 1 526 | 59,57 / 100,00  | 0,04 |

#### São Cipriano e Vil de Souto
| Partido                 | Partido                        | Votos | %               | +/-  |
| ----------------------- | ------------------------------ | ----- | --------------- | ---- |
|                         | Partido Social Democrata       | 705   | 62,56 / 100,00  | 7,48 |
|                         | Partido Socialista             | 195   | 17,30 / 100,00  | 0,12 |
|                         | CDS – Partido Popular          | 67    | 5,94 / 100,00   | 5,49 |
|                         | Coligação Democrática Unitária | 41    | 3,64 / 100,00   | 1,17 |
|                         | Bloco de Esquerda              | 39    | 3,46 / 100,00   | 0,94 |
|                         | Pessoas–Animais–Natureza       | 13    | 1,15 / 100,00   | -    |
| Votos Inválidos         | Votos Inválidos                | 67    | 5,94 / 100,00   | 2,81 |
| Total                   | Total                          | 1 127 | 100,00 / 100,00 |      |
| Eleitorado/Participação | Eleitorado/Participação        | 1 801 | 62,58 / 100,00  | 2,33 |

#### São João de Lourosa
| Partido                 | Partido                        | Votos | %               | +/-  |
| ----------------------- | ------------------------------ | ----- | --------------- | ---- |
|                         | Partido Social Democrata       | 1 125 | 48,89 / 100,00  | 5,68 |
|                         | Partido Socialista             | 714   | 31,66 / 100,00  | 2,40 |
|                         | CDS – Partido Popular          | 130   | 5,76 / 100,00   | 2,69 |
|                         | Coligação Democrática Unitária | 77    | 3,41 / 100,00   | 1,07 |
|                         | Bloco de Esquerda              | 73    | 3,24 / 100,00   | 1,00 |
|                         | Pessoas–Animais–Natureza       | 43    | 1,91 / 100,00   | -    |
| Votos Inválidos         | Votos Inválidos                | 93    | 4,13 / 100,00   | 3,43 |
| Total                   | Total                          | 2 255 | 100,00 / 100,00 |      |
| Eleitorado/Participação | Eleitorado/Participação        | 4 248 | 53,08 / 100,00  | 6,41 |

#### São Pedro de France
| Partido                 | Partido                        | Votos | %               | +/-  |
| ----------------------- | ------------------------------ | ----- | --------------- | ---- |
|                         | Partido Social Democrata       | 416   | 54,38 / 100,00  | 2,71 |
|                         | Partido Socialista             | 179   | 23,40 / 100,00  | 5,60 |
|                         | CDS – Partido Popular          | 103   | 13,46 / 100,00  | 1,19 |
|                         | Coligação Democrática Unitária | 11    | 1,44 / 100,00   | 0,20 |
|                         | Bloco de Esquerda              | 8     | 1,05 / 100,00   | 0,19 |
|                         | Pessoas–Animais–Natureza       | 6     | 0,78 / 100,00   | -    |
| Votos Inválidos         | Votos Inválidos                | 42    | 5,49 / 100,00   | 0,91 |
| Total                   | Total                          | 765   | 100,00 / 100,00 |      |
| Eleitorado/Participação | Eleitorado/Participação        | 1 336 | 57,26 / 100,00  | 3,64 |

#### Silgueiros
| Partido                 | Partido                        | Votos | %               | +/-  |
| ----------------------- | ------------------------------ | ----- | --------------- | ---- |
|                         | Partido Social Democrata       | 841   | 46,49 / 100,00  | 7,51 |
|                         | Partido Socialista             | 730   | 40,35 / 100,00  | 1,16 |
|                         | CDS – Partido Popular          | 71    | 3,92 / 100,00   | 9,25 |
|                         | Bloco de Esquerda              | 31    | 1,71 / 100,00   | 0,29 |
|                         | Coligação Democrática Unitária | 30    | 1,66 / 100,00   | 0,30 |
|                         | Pessoas–Animais–Natureza       | 15    | 0,83 / 100,00   | -    |
| Votos Inválidos         | Votos Inválidos                | 91    | 5,03 / 100,00   | 0,85 |
| Total                   | Total                          | 1 809 | 100,00 / 100,00 |      |
| Eleitorado/Participação | Eleitorado/Participação        | 3 369 | 53,70 / 100,00  | 4,30 |

#### Viseu
| Partido                 | Partido                        | Votos  | %               | +/-  |
| ----------------------- | ------------------------------ | ------ | --------------- | ---- |
|                         | Partido Social Democrata       | 4 790  | 46,78 / 100,00  | 5,63 |
|                         | Partido Socialista             | 2 462  | 24,05 / 100,00  | 0,70 |
|                         | Bloco de Esquerda              | 768    | 7,50 / 100,00   | 1,56 |
|                         | Coligação Democrática Unitária | 604    | 5,90 / 100,00   | 0,57 |
|                         | CDS – Partido Popular          | 577    | 5,64 / 100,00   | 4,92 |
|                         | Pessoas–Animais–Natureza       | 325    | 3,17 / 100,00   | -    |
| Votos Inválidos         | Votos Inválidos                | 713    | 6,97 / 100,00   | 5,30 |
| Total                   | Total                          | 10 239 | 100,00 / 100,00 |      |
| Eleitorado/Participação | Eleitorado/Participação        | 22 415 | 45,68 / 100,00  | 1,11 |

### Assembleia Municipal
| Freguesia                          | %     | %     | %     | %     | %    | %    | Votantes |
| Freguesia                          | PSD   | PS    | CDS   | BE    | CDU  | PAN  | Votantes |
| ---------------------------------- | ----- | ----- | ----- | ----- | ---- | ---- | -------- |
| Abraveses                          | 44,10 | 26,39 | 5,33  | 7,92  | 5,77 | 3,88 | 3 660    |
| Barreiros e Cepões                 | 45,03 | 27,54 | 4,71  | 12,88 | 2,09 | 1,47 | 955      |
| Boa Aldeia, Farminhão e Torredeita | 36,33 | 38,09 | 11,06 | 4,53  | 2,95 | 1,01 | 1 591    |
| Bodiosa                            | 64,17 | 20,54 | 3,69  | 2,72  | 1,99 | 1,69 | 1 655    |
| Calde                              | 61,66 | 22,42 | 4,71  | 1,66  | 3,57 | 1,91 | 785      |
| Campo                              | 52,51 | 24,51 | 6,52  | 4,30  | 3,35 | 2,76 | 2 207    |
| Cavernães                          | 69,04 | 16,51 | 3,61  | 2,41  | 2,41 | 1,33 | 830      |
| Cota                               | 52,19 | 34,04 | 4,21  | 1,46  | 1,78 | 0,97 | 617      |
| Coutos de Viseu                    | 50,92 | 27,94 | 5,77  | 1,73  | 5,43 | 2,19 | 866      |
| Fail e Vila Chã de Sá              | 50,79 | 34,18 | 4,53  | 2,68  | 1,65 | 0,89 | 1 457    |
| Fragosela                          | 49,11 | 32,17 | 6,65  | 3,36  | 2,00 | 2,07 | 1 399    |
| Lordosa                            | 61,78 | 21,20 | 5,07  | 2,59  | 3,04 | 1,69 | 887      |
| Mundão                             | 44,69 | 34,62 | 3,54  | 3,38  | 4,01 | 2,99 | 1 271    |
| Orgens                             | 43,87 | 30,07 | 4,67  | 5,99  | 4,67 | 4,01 | 1 819    |
| Povolide                           | 61,58 | 28,40 | 3,21  | 0,97  | 1,26 | 1,65 | 1 028    |
| Ranhados                           | 41,66 | 25,89 | 6,75  | 7,94  | 5,43 | 3,35 | 2 117    |
| Repeses e São Salvador             | 42,60 | 27,51 | 6,28  | 7,17  | 5,04 | 3,37 | 2 817    |
| Ribafeita                          | 53,91 | 34,48 | 2,49  | 1,90  | 2,01 | 1,78 | 844      |
| Rio de Loba                        | 45,12 | 26,55 | 5,33  | 7,13  | 4,93 | 3,30 | 3 996    |
| Santos Evos                        | 58,64 | 28,49 | 4,29  | 1,43  | 2,31 | 1,54 | 909      |
| São Cipriano e Vil de Souto        | 59,72 | 17,30 | 6,12  | 4,26  | 4,26 | 1,60 | 1 127    |
| São João de Lourosa                | 45,14 | 32,99 | 6,74  | 4,26  | 3,81 | 2,44 | 2 255    |
| São Pedro de France                | 53,46 | 22,61 | 14,25 | 1,18  | 1,70 | 0,92 | 765      |
| Silgueiros                         | 41,63 | 42,73 | 5,09  | 2,16  | 1,66 | 1,49 | 1 809    |
| Viseu                              | 41,44 | 26,01 | 6,48  | 8,84  | 6,20 | 3,97 | 10 238   |
| Viseu                              | 47,19 | 27,93 | 5,86  | 5,70  | 4,22 | 2,80 | 47 904   |

#### Abraveses
| Partido                 | Partido                        | Votos | %               | +/-  |
| ----------------------- | ------------------------------ | ----- | --------------- | ---- |
|                         | Partido Social Democrata       | 1 614 | 44,10 / 100,00  | 4,00 |
|                         | Partido Socialista             | 966   | 26,39 / 100,00  | 1,35 |
|                         | Bloco de Esquerda              | 290   | 7,92 / 100,00   | 0,32 |
|                         | Coligação Democrática Unitária | 211   | 5,77 / 100,00   | 0,99 |
|                         | CDS – Partido Popular          | 195   | 5,33 / 100,00   | 2,33 |
|                         | Pessoas–Animais–Natureza       | 142   | 3,88 / 100,00   | -    |
| Votos Inválidos         | Votos Inválidos                | 242   | 6,62 / 100,00   | 6,22 |
| Total                   | Total                          | 3 660 | 100,00 / 100,00 |      |
| Eleitorado/Participação | Eleitorado/Participação        | 7 843 | 46,67 / 100,00  | 2,16 |

#### Barreiros e Cepões
| Partido                 | Partido                        | Votos | %               | +/-   |
| ----------------------- | ------------------------------ | ----- | --------------- | ----- |
|                         | Partido Social Democrata       | 430   | 45,03 / 100,00  | 3,24  |
|                         | Partido Socialista             | 263   | 27,54 / 100,00  | 1,80  |
|                         | Bloco de Esquerda              | 123   | 12,88 / 100,00  | 11,36 |
|                         | CDS – Partido Popular          | 45    | 4,71 / 100,00   | 17,23 |
|                         | Coligação Democrática Unitária | 20    | 2,09 / 100,00   | 0,19  |
|                         | Pessoas–Animais–Natureza       | 14    | 1,47 / 100,00   | -     |
| Votos Inválidos         | Votos Inválidos                | 60    | 6,28 / 100,00   | 0,84  |
| Total                   | Total                          | 955   | 100,00 / 100,00 |       |
| Eleitorado/Participação | Eleitorado/Participação        | 1 892 | 50,48 / 100,00  | 1,01  |

#### Boa Aldeia, Farminhão e Torredeita
| Partido                 | Partido                        | Votos | %               | +/-  |
| ----------------------- | ------------------------------ | ----- | --------------- | ---- |
|                         | Partido Socialista             | 606   | 38,09 / 100,00  | 2,64 |
|                         | Partido Social Democrata       | 578   | 36,33 / 100,00  | 3,86 |
|                         | CDS – Partido Popular          | 176   | 11,06 / 100,00  | 2,42 |
|                         | Bloco de Esquerda              | 72    | 4,53 / 100,00   | 2,26 |
|                         | Coligação Democrática Unitária | 47    | 2,95 / 100,00   | 0,16 |
|                         | Pessoas–Animais–Natureza       | 16    | 1,01 / 100,00   | -    |
| Votos Inválidos         | Votos Inválidos                | 96    | 6,03 / 100,00   | 4,62 |
| Total                   | Total                          | 1 591 | 100,00 / 100,00 |      |
| Eleitorado/Participação | Eleitorado/Participação        | 2 467 | 64,49 / 100,00  | 7,56 |

#### Bodiosa
| Partido                 | Partido                        | Votos | %               | +/-  |
| ----------------------- | ------------------------------ | ----- | --------------- | ---- |
|                         | Partido Social Democrata       | 1 062 | 64,17 / 100,00  | 4,06 |
|                         | Partido Socialista             | 340   | 20,54 / 100,00  | 4,78 |
|                         | CDS – Partido Popular          | 61    | 3,69 / 100,00   | 0,83 |
|                         | Bloco de Esquerda              | 45    | 2,72 / 100,00   | 0,75 |
|                         | Coligação Democrática Unitária | 33    | 1,99 / 100,00   | 0,81 |
|                         | Pessoas–Animais–Natureza       | 28    | 1,69 / 100,00   | -    |
| Votos Inválidos         | Votos Inválidos                | 86    | 5,20 / 100,00   | 1,74 |
| Total                   | Total                          | 1 655 | 100,00 / 100,00 |      |
| Eleitorado/Participação | Eleitorado/Participação        | 3 135 | 52,79 / 100,00  | 7,44 |

#### Calde
| Partido                 | Partido                        | Votos | %               | +/-  |
| ----------------------- | ------------------------------ | ----- | --------------- | ---- |
|                         | Partido Social Democrata       | 484   | 61,66 / 100,00  | 9,59 |
|                         | Partido Socialista             | 176   | 22,42 / 100,00  | 6,78 |
|                         | CDS – Partido Popular          | 37    | 4,71 / 100,00   | 3,32 |
|                         | Coligação Democrática Unitária | 28    | 3,57 / 100,00   | 0,16 |
|                         | Pessoas–Animais–Natureza       | 15    | 1,91 / 100,00   | -    |
|                         | Bloco de Esquerda              | 13    | 1,66 / 100,00   | 0,20 |
| Votos Inválidos         | Votos Inválidos                | 32    | 4,07 / 100,00   | 1,76 |
| Total                   | Total                          | 785   | 100,00 / 100,00 |      |
| Eleitorado/Participação | Eleitorado/Participação        | 1 807 | 43,44 / 100,00  | 1,97 |

#### Campo
| Partido                 | Partido                        | Votos | %               | +/-  |
| ----------------------- | ------------------------------ | ----- | --------------- | ---- |
|                         | Partido Social Democrata       | 1 159 | 52,51 / 100,00  | 0,69 |
|                         | Partido Socialista             | 541   | 24,51 / 100,00  | 3,11 |
|                         | CDS – Partido Popular          | 144   | 6,52 / 100,00   | 3,32 |
|                         | Bloco de Esquerda              | 95    | 4,30 / 100,00   | 0,25 |
|                         | Coligação Democrática Unitária | 74    | 3,35 / 100,00   | 0,07 |
|                         | Pessoas–Animais–Natureza       | 61    | 2,76 / 100,00   | -    |
| Votos Inválidos         | Votos Inválidos                | 133   | 6,03 / 100,00   | 3,58 |
| Total                   | Total                          | 2 207 | 100,00 / 100,00 |      |
| Eleitorado/Participação | Eleitorado/Participação        | 4 850 | 45,51 / 100,00  | 1,87 |

#### Cavernães
| Partido                 | Partido                        | Votos | %               | +/-  |
| ----------------------- | ------------------------------ | ----- | --------------- | ---- |
|                         | Partido Social Democrata       | 573   | 69,04 / 100,00  | 9,02 |
|                         | Partido Socialista             | 137   | 16,51 / 100,00  | 7,59 |
|                         | CDS – Partido Popular          | 30    | 3,61 / 100,00   | 3,48 |
|                         | Bloco de Esquerda              | 20    | 2,41 / 100,00   | 0,61 |
|                         | Coligação Democrática Unitária | 20    | 2,41 / 100,00   | 0,83 |
|                         | Pessoas–Animais–Natureza       | 11    | 1,33 / 100,00   | -    |
| Votos Inválidos         | Votos Inválidos                | 39    | 4,70 / 100,00   | 0,70 |
| Total                   | Total                          | 830   | 100,00 / 100,00 |      |
| Eleitorado/Participação | Eleitorado/Participação        | 1 370 | 60,58 / 100,00  | 1,42 |

#### Cota
| Partido                 | Partido                        | Votos | %               | +/-   |
| ----------------------- | ------------------------------ | ----- | --------------- | ----- |
|                         | Partido Social Democrata       | 322   | 52,19 / 100,00  | 1,44  |
|                         | Partido Socialista             | 210   | 34,04 / 100,00  | 14,04 |
|                         | CDS – Partido Popular          | 26    | 4,21 / 100,00   | 14,45 |
|                         | Coligação Democrática Unitária | 11    | 1,78 / 100,00   | 0,16  |
|                         | Pessoas–Animais–Natureza       | 9     | 1,46 / 100,00   | -     |
|                         | Bloco de Esquerda              | 6     | 0,97 / 100,00   | 0,82  |
| Votos Inválidos         | Votos Inválidos                | 33    | 5,35 / 100,00   | 1,52  |
| Total                   | Total                          | 617   | 100,00 / 100,00 |       |
| Eleitorado/Participação | Eleitorado/Participação        | 1 367 | 45,14 / 100,00  | 0,59  |

#### Coutos de Viseu
| Partido                 | Partido                        | Votos | %               | +/-  |
| ----------------------- | ------------------------------ | ----- | --------------- | ---- |
|                         | Partido Social Democrata       | 441   | 50,92 / 100,00  | 0,24 |
|                         | Partido Socialista             | 242   | 27,94 / 100,00  | 3,11 |
|                         | CDS – Partido Popular          | 50    | 5,77 / 100,00   | 1,12 |
|                         | Coligação Democrática Unitária | 47    | 5,43 / 100,00   | 1,48 |
|                         | Pessoas–Animais–Natureza       | 19    | 2,19 / 100,00   | -    |
|                         | Bloco de Esquerda              | 15    | 1,73 / 100,00   | 0,83 |
| Votos Inválidos         | Votos Inválidos                | 52    | 6,01 / 100,00   | 0,62 |
| Total                   | Total                          | 866   | 100,00 / 100,00 |      |
| Eleitorado/Participação | Eleitorado/Participação        | 1 537 | 56,34 / 100,00  | 4,22 |

#### Fail e Vila Chã de Sá
| Partido                 | Partido                        | Votos | %               | +/-   |
| ----------------------- | ------------------------------ | ----- | --------------- | ----- |
|                         | Partido Social Democrata       | 740   | 50,79 / 100,00  | 12,38 |
|                         | Partido Socialista             | 498   | 34,18 / 100,00  | 9,04  |
|                         | CDS – Partido Popular          | 66    | 4,53 / 100,00   | 0,20  |
|                         | Bloco de Esquerda              | 39    | 2,68 / 100,00   | 0,16  |
|                         | Coligação Democrática Unitária | 24    | 1,65 / 100,00   | 1,35  |
|                         | Pessoas–Animais–Natureza       | 13    | 0,89 / 100,00   | -     |
| Votos Inválidos         | Votos Inválidos                | 77    | 5,29 / 100,00   | 2,83  |
| Total                   | Total                          | 1 457 | 100,00 / 100,00 |       |
| Eleitorado/Participação | Eleitorado/Participação        | 2 505 | 58,16 / 100,00  | 8,86  |

#### Fragosela
| Partido                 | Partido                        | Votos | %               | +/-  |
| ----------------------- | ------------------------------ | ----- | --------------- | ---- |
|                         | Partido Social Democrata       | 687   | 49,11 / 100,00  | 3,03 |
|                         | Partido Socialista             | 450   | 32,17 / 100,00  | 0,24 |
|                         | CDS – Partido Popular          | 93    | 6,65 / 100,00   | 0,43 |
|                         | Bloco de Esquerda              | 47    | 3,36 / 100,00   | 0,43 |
|                         | Pessoas–Animais–Natureza       | 29    | 2,07 / 100,00   | -    |
|                         | Coligação Democrática Unitária | 28    | 2,00 / 100,00   | 0,78 |
| Votos Inválidos         | Votos Inválidos                | 65    | 4,65 / 100,00   | 3,70 |
| Total                   | Total                          | 1 399 | 100,00 / 100,00 |      |
| Eleitorado/Participação | Eleitorado/Participação        | 2 369 | 59,05 / 100,00  | 8,52 |

#### Lordosa
| Partido                 | Partido                        | Votos | %               | +/-  |
| ----------------------- | ------------------------------ | ----- | --------------- | ---- |
|                         | Partido Social Democrata       | 548   | 61,78 / 100,00  | 5,12 |
|                         | Partido Socialista             | 188   | 21,20 / 100,00  | 1,84 |
|                         | CDS – Partido Popular          | 45    | 5,07 / 100,00   | 4,97 |
|                         | Coligação Democrática Unitária | 27    | 3,04 / 100,00   | 2,12 |
|                         | Bloco de Esquerda              | 23    | 2,59 / 100,00   | 0,28 |
|                         | Pessoas–Animais–Natureza       | 15    | 1,69 / 100,00   | -    |
| Votos Inválidos         | Votos Inválidos                | 41    | 4,63 / 100,00   | 5,51 |
| Total                   | Total                          | 887   | 100,00 / 100,00 |      |
| Eleitorado/Participação | Eleitorado/Participação        | 2 159 | 41,08 / 100,00  | 0,22 |

#### Mundão
| Partido                 | Partido                        | Votos | %               | +/-  |
| ----------------------- | ------------------------------ | ----- | --------------- | ---- |
|                         | Partido Social Democrata       | 568   | 44,69 / 100,00  | 1,24 |
|                         | Partido Socialista             | 440   | 34,62 / 100,00  | 6,43 |
|                         | Coligação Democrática Unitária | 51    | 4,01 / 100,00   | 2,30 |
|                         | CDS – Partido Popular          | 45    | 3,54 / 100,00   | 4,93 |
|                         | Bloco de Esquerda              | 43    | 3,38 / 100,00   | 1,01 |
|                         | Pessoas–Animais–Natureza       | 38    | 2,99 / 100,00   | -    |
| Votos Inválidos         | Votos Inválidos                | 86    | 6,76 / 100,00   | 2,43 |
| Total                   | Total                          | 1 271 | 100,00 / 100,00 |      |
| Eleitorado/Participação | Eleitorado/Participação        | 2 112 | 60,18 / 100,00  | 1,08 |

#### Orgens
| Partido                 | Partido                        | Votos | %               | +/-  |
| ----------------------- | ------------------------------ | ----- | --------------- | ---- |
|                         | Partido Social Democrata       | 798   | 43,87 / 100,00  | 0,70 |
|                         | Partido Socialista             | 547   | 30,07 / 100,00  | 5,84 |
|                         | Bloco de Esquerda              | 109   | 5,99 / 100,00   | 1,66 |
|                         | CDS – Partido Popular          | 85    | 4,67 / 100,00   | 6,94 |
|                         | Coligação Democrática Unitária | 85    | 4,67 / 100,00   | 1,28 |
|                         | Pessoas–Animais–Natureza       | 73    | 4,01 / 100,00   | -    |
| Votos Inválidos         | Votos Inválidos                | 122   | 6,71 / 100,00   | 3,99 |
| Total                   | Total                          | 1 819 | 100,00 / 100,00 |      |
| Eleitorado/Participação | Eleitorado/Participação        | 3 360 | 54,14 / 100,00  | 3,91 |

#### Povolide
| Partido                 | Partido                        | Votos | %               | +/-   |
| ----------------------- | ------------------------------ | ----- | --------------- | ----- |
|                         | Partido Social Democrata       | 633   | 61,58 / 100,00  | 2,84  |
|                         | Partido Socialista             | 292   | 28,40 / 100,00  | 8,68  |
|                         | CDS – Partido Popular          | 33    | 3,21 / 100,00   | 10,51 |
|                         | Pessoas–Animais–Natureza       | 17    | 1,65 / 100,00   | -     |
|                         | Coligação Democrática Unitária | 13    | 1,26 / 100,00   | 1,38  |
|                         | Bloco de Esquerda              | 10    | 0,97 / 100,00   | 0,06  |
| Votos Inválidos         | Votos Inválidos                | 30    | 2,92 / 100,00   | 1,35  |
| Total                   | Total                          | 1 028 | 100,00 / 100,00 |       |
| Eleitorado/Participação | Eleitorado/Participação        | 1 758 | 58,48 / 100,00  | 4,41  |

#### Ranhados
| Partido                 | Partido                        | Votos | %               | +/-  |
| ----------------------- | ------------------------------ | ----- | --------------- | ---- |
|                         | Partido Social Democrata       | 882   | 41,66 / 100,00  | 3,24 |
|                         | Partido Socialista             | 548   | 25,89 / 100,00  | 0,19 |
|                         | Bloco de Esquerda              | 168   | 7,94 / 100,00   | 0,12 |
|                         | CDS – Partido Popular          | 143   | 6,75 / 100,00   | 1,98 |
|                         | Coligação Democrática Unitária | 115   | 5,43 / 100,00   | 0,16 |
|                         | Pessoas–Animais–Natureza       | 71    | 3,35 / 100,00   | -    |
| Votos Inválidos         | Votos Inválidos                | 190   | 8,98 / 100,00   | 4,38 |
| Total                   | Total                          | 2 117 | 100,00 / 100,00 |      |
| Eleitorado/Participação | Eleitorado/Participação        | 4 322 | 48,98 / 100,00  | 2,10 |

#### Repeses e São Salvador
| Partido                 | Partido                        | Votos | %               | +/-  |
| ----------------------- | ------------------------------ | ----- | --------------- | ---- |
|                         | Partido Social Democrata       | 1 200 | 42,60 / 100,00  | 1,50 |
|                         | Partido Socialista             | 775   | 27,51 / 100,00  | 0,06 |
|                         | Bloco de Esquerda              | 202   | 7,17 / 100,00   | 1,60 |
|                         | CDS – Partido Popular          | 177   | 6,28 / 100,00   | 2,81 |
|                         | Coligação Democrática Unitária | 142   | 5,04 / 100,00   | 0,03 |
|                         | Pessoas–Animais–Natureza       | 95    | 3,37 / 100,00   | -    |
| Votos Inválidos         | Votos Inválidos                | 226   | 8,03 / 100,00   | 3,75 |
| Total                   | Total                          | 2 817 | 100,00 / 100,00 |      |
| Eleitorado/Participação | Eleitorado/Participação        | 5 146 | 54,74 / 100,00  | 1,54 |

#### Ribafeita
| Partido                 | Partido                        | Votos | %               | +/-   |
| ----------------------- | ------------------------------ | ----- | --------------- | ----- |
|                         | Partido Social Democrata       | 455   | 53,91 / 100,00  | 6,75  |
|                         | Partido Socialista             | 291   | 34,48 / 100,00  | 14,50 |
|                         | CDS – Partido Popular          | 21    | 2,49 / 100,00   | 2,63  |
|                         | Coligação Democrática Unitária | 17    | 2,01 / 100,00   | 2,37  |
|                         | Bloco de Esquerda              | 16    | 1,90 / 100,00   | 0,05  |
|                         | Pessoas–Animais–Natureza       | 15    | 1,78 / 100,00   | -     |
| Votos Inválidos         | Votos Inválidos                | 29    | 3,43 / 100,00   | 4,49  |
| Total                   | Total                          | 844   | 100,00 / 100,00 |       |
| Eleitorado/Participação | Eleitorado/Participação        | 1 398 | 60,37 / 100,00  | 8,31  |

#### Rio de Loba
| Partido                 | Partido                        | Votos | %               | +/-  |
| ----------------------- | ------------------------------ | ----- | --------------- | ---- |
|                         | Partido Social Democrata       | 1 803 | 45,12 / 100,00  | 4,13 |
|                         | Partido Socialista             | 1 061 | 26,55 / 100,00  | 0,79 |
|                         | Bloco de Esquerda              | 285   | 7,13 / 100,00   | 2,32 |
|                         | CDS – Partido Popular          | 213   | 5,33 / 100,00   | 4,38 |
|                         | Coligação Democrática Unitária | 197   | 4,93 / 100,00   | 0,77 |
|                         | Pessoas–Animais–Natureza       | 132   | 3,30 / 100,00   | -    |
| Votos Inválidos         | Votos Inválidos                | 305   | 7,63 / 100,00   | 3,82 |
| Total                   | Total                          | 3 996 | 100,00 / 100,00 |      |
| Eleitorado/Participação | Eleitorado/Participação        | 8 237 | 48,51 / 100,00  | 3,27 |

#### Santos Evos
| Partido                 | Partido                        | Votos | %               | +/-  |
| ----------------------- | ------------------------------ | ----- | --------------- | ---- |
|                         | Partido Social Democrata       | 533   | 58,64 / 100,00  | 0,33 |
|                         | Partido Socialista             | 259   | 28,49 / 100,00  | 2,19 |
|                         | CDS – Partido Popular          | 39    | 4,29 / 100,00   | 1,72 |
|                         | Coligação Democrática Unitária | 21    | 2,31 / 100,00   | 0,37 |
|                         | Pessoas–Animais–Natureza       | 14    | 1,54 / 100,00   | -    |
|                         | Bloco de Esquerda              | 13    | 1,43 / 100,00   | 0,20 |
| Votos Inválidos         | Votos Inválidos                | 30    | 3,30 / 100,00   | 2,51 |
| Total                   | Total                          | 909   | 100,00 / 100,00 |      |
| Eleitorado/Participação | Eleitorado/Participação        | 1 526 | 59,57 / 100,00  | 0,10 |

#### São Cipriano e Vil de Souto
| Partido                 | Partido                        | Votos | %               | +/-  |
| ----------------------- | ------------------------------ | ----- | --------------- | ---- |
|                         | Partido Social Democrata       | 673   | 59,72 / 100,00  | 6,84 |
|                         | Partido Socialista             | 195   | 17,30 / 100,00  | 0,12 |
|                         | CDS – Partido Popular          | 69    | 6,12 / 100,00   | 5,94 |
|                         | Bloco de Esquerda              | 48    | 4,26 / 100,00   | 1,03 |
|                         | Coligação Democrática Unitária | 48    | 4,26 / 100,00   | 0,86 |
|                         | Pessoas–Animais–Natureza       | 18    | 1,60 / 100,00   | -    |
| Votos Inválidos         | Votos Inválidos                | 76    | 6,74 / 100,00   | 2,79 |
| Total                   | Total                          | 1 127 | 100,00 / 100,00 |      |
| Eleitorado/Participação | Eleitorado/Participação        | 1 801 | 62,58 / 100,00  | 2,33 |

#### São João de Lourosa
| Partido                 | Partido                        | Votos | %               | +/-  |
| ----------------------- | ------------------------------ | ----- | --------------- | ---- |
|                         | Partido Social Democrata       | 1 018 | 45,14 / 100,00  | 4,17 |
|                         | Partido Socialista             | 744   | 32,99 / 100,00  | 1,77 |
|                         | CDS – Partido Popular          | 152   | 6,74 / 100,00   | 1,91 |
|                         | Bloco de Esquerda              | 96    | 4,26 / 100,00   | 1,33 |
|                         | Coligação Democrática Unitária | 86    | 3,81 / 100,00   | 0,86 |
|                         | Pessoas–Animais–Natureza       | 55    | 2,44 / 100,00   | -    |
| Votos Inválidos         | Votos Inválidos                | 104   | 4,61 / 100,00   | 3,39 |
| Total                   | Total                          | 2 255 | 100,00 / 100,00 |      |
| Eleitorado/Participação | Eleitorado/Participação        | 4 248 | 53,08 / 100,00  | 6,41 |

#### São Pedro de France
| Partido                 | Partido                        | Votos | %               | +/-  |
| ----------------------- | ------------------------------ | ----- | --------------- | ---- |
|                         | Partido Social Democrata       | 409   | 53,46 / 100,00  | 2,84 |
|                         | Partido Socialista             | 173   | 22,61 / 100,00  | 7,09 |
|                         | CDS – Partido Popular          | 109   | 14,25 / 100,00  | 1,63 |
|                         | Coligação Democrática Unitária | 13    | 1,70 / 100,00   | 0,59 |
|                         | Pessoas–Animais–Natureza       | 9     | 1,18 / 100,00   | -    |
|                         | Bloco de Esquerda              | 7     | 0,92 / 100,00   | 0,19 |
| Votos Inválidos         | Votos Inválidos                | 45    | 5,88 / 100,00   | 1,30 |
| Total                   | Total                          | 765   | 100,00 / 100,00 |      |
| Eleitorado/Participação | Eleitorado/Participação        | 1 336 | 57,26 / 100,00  | 3,57 |

#### Silgueiros
| Partido                 | Partido                        | Votos | %               | +/-  |
| ----------------------- | ------------------------------ | ----- | --------------- | ---- |
|                         | Partido Socialista             | 773   | 42,73 / 100,00  | 4,71 |
|                         | Partido Social Democrata       | 753   | 41,63 / 100,00  | 2,41 |
|                         | CDS – Partido Popular          | 92    | 5,09 / 100,00   | 7,81 |
|                         | Bloco de Esquerda              | 39    | 2,16 / 100,00   | 0,12 |
|                         | Coligação Democrática Unitária | 30    | 1,66 / 100,00   | 0,56 |
|                         | Pessoas–Animais–Natureza       | 27    | 1,49 / 100,00   | -    |
| Votos Inválidos         | Votos Inválidos                | 95    | 5,25 / 100,00   | 1,49 |
| Total                   | Total                          | 1 809 | 100,00 / 100,00 |      |
| Eleitorado/Participação | Eleitorado/Participação        | 3 369 | 53,70 / 100,00  | 4,06 |

#### Viseu
| Partido                 | Partido                        | Votos  | %               | +/-  |
| ----------------------- | ------------------------------ | ------ | --------------- | ---- |
|                         | Partido Social Democrata       | 4 243  | 41,44 / 100,00  | 3,03 |
|                         | Partido Socialista             | 2 663  | 26,01 / 100,00  | 0,92 |
|                         | Bloco de Esquerda              | 905    | 8,84 / 100,00   | 1,39 |
|                         | CDS – Partido Popular          | 663    | 6,48 / 100,00   | 3,75 |
|                         | Coligação Democrática Unitária | 635    | 6,20 / 100,00   | 0,14 |
|                         | Pessoas–Animais–Natureza       | 406    | 3,97 / 100,00   | -    |
| Votos Inválidos         | Votos Inválidos                | 723    | 7,06 / 100,00   | 5,70 |
| Total                   | Total                          | 10 238 | 100,00 / 100,00 |      |
| Eleitorado/Participação | Eleitorado/Participação        | 22 415 | 45,67 / 100,00  | 1,15 |

### Juntas de Freguesia

#### Abraveses
| Partido                 | Partido                        | Votos | %               | +/-   | Mandatos | +/-     |
| ----------------------- | ------------------------------ | ----- | --------------- | ----- | -------- | ------- |
|                         | Partido Social Democrata       | 1 900 | 51,91 / 100,00  | 27,85 | 8 / 13   | 4       |
|                         | Partido Socialista             | 926   | 25,30 / 100,00  | 9,23  | 4 / 13   | 2       |
|                         | Bloco de Esquerda              | 260   | 7,10 / 100,00   | 4,58  | 1 / 13   | 1       |
|                         | Coligação Democrática Unitária | 179   | 4,89 / 100,00   | 0,91  | 0 / 13   | Estável |
|                         | CDS – Partido Popular          | 156   | 4,26 / 100,00   | 0,98  | 0 / 13   | Estável |
| Votos Inválidos         | Votos Inválidos                | 239   | 6,53 / 100,00   | 1,58  |          |         |
| Total                   | Total                          | 3 660 | 100,00 / 100,00 |       | 13 / 13  |         |
| Eleitorado/Participação | Eleitorado/Participação        | 7 843 | 46,67 / 100,00  | 2,16  |          |         |

#### Barreiros e Cepões
| Partido                 | Partido                        | Votos | %               | +/-  | Mandatos | +/-     |
| ----------------------- | ------------------------------ | ----- | --------------- | ---- | -------- | ------- |
|                         | Partido Social Democrata       | 369   | 38,60 / 100,00  | 0,72 | 4 / 9    | Estável |
|                         | Partido Socialista             | 291   | 30,44 / 100,00  | 5,75 | 3 / 9    | 1       |
|                         | Bloco de Esquerda              | 222   | 23,22 / 100,00  | -    | 2 / 9    | -       |
|                         | Coligação Democrática Unitária | 25    | 2,62 / 100,00   | 1,58 | 0 / 9    | Estável |
| Votos Inválidos         | Votos Inválidos                | 49    | 5,13 / 100,00   | 0,96 |          |         |
| Total                   | Total                          | 956   | 100,00 / 100,00 |      | 9 / 9    |         |
| Eleitorado/Participação | Eleitorado/Participação        | 1 892 | 50,53 / 100,00  | 0,96 |          |         |

#### Boa Aldeia, Farminhão e Torredeita
| Partido                 | Partido                        | Votos | %               | +/-   | Mandatos | +/-     |
| ----------------------- | ------------------------------ | ----- | --------------- | ----- | -------- | ------- |
|                         | Partido Socialista             | 648   | 40,73 / 100,00  | 0,50  | 4 / 9    | Estável |
|                         | Partido Social Democrata       | 514   | 32,31 / 100,00  | 5,03  | 3 / 9    | 1       |
|                         | CDS – Partido Popular          | 331   | 20,80 / 100,00  | 11,19 | 2 / 9    | 1       |
|                         | Coligação Democrática Unitária | 16    | 1,01 / 100,00   | 1,72  | 0 / 9    | Estável |
| Votos Inválidos         | Votos Inválidos                | 82    | 5,15 / 100,00   | 3,94  |          |         |
| Total                   | Total                          | 1 591 | 100,00 / 100,00 |       | 9 / 9    |         |
| Eleitorado/Participação | Eleitorado/Participação        | 2 467 | 64,49 / 100,00  | 7,56  |          |         |

#### Bodiosa
| Partido                 | Partido                        | Votos | %               | +/-   | Mandatos | +/-     |
| ----------------------- | ------------------------------ | ----- | --------------- | ----- | -------- | ------- |
|                         | Partido Social Democrata       | 1 124 | 67,92 / 100,00  | 11,30 | 7 / 9    | 1       |
|                         | Partido Socialista             | 400   | 24,17 / 100,00  | 12,15 | 2 / 9    | 1       |
|                         | Coligação Democrática Unitária | 49    | 2,96 / 100,00   | 0,99  | 0 / 9    | Estável |
| Votos Inválidos         | Votos Inválidos                | 82    | 4,95 / 100,00   | 0,14  |          |         |
| Total                   | Total                          | 1 655 | 100,00 / 100,00 |       | 9 / 9    |         |
| Eleitorado/Participação | Eleitorado/Participação        | 3 135 | 52,79 / 100,00  | 7,44  |          |         |

#### Calde
| Partido                 | Partido                        | Votos | %               | +/-   | Mandatos | +/-     |
| ----------------------- | ------------------------------ | ----- | --------------- | ----- | -------- | ------- |
|                         | Partido Social Democrata       | 517   | 65,86 / 100,00  | 12,21 | 7 / 9    | 2       |
|                         | Partido Socialista             | 169   | 21,53 / 100,00  | 8,28  | 2 / 9    | 1       |
|                         | CDS – Partido Popular          | 54    | 6,88 / 100,00   | 2,24  | 0 / 9    | 1       |
|                         | Coligação Democrática Unitária | 25    | 3,18 / 100,00   | 0,59  | 0 / 9    | Estável |
| Votos Inválidos         | Votos Inválidos                | 20    | 2,55 / 100,00   | 1,09  |          |         |
| Total                   | Total                          | 785   | 100,00 / 100,00 |       | 9 / 9    |         |
| Eleitorado/Participação | Eleitorado/Participação        | 1 807 | 43,44 / 100,00  | 1,97  |          |         |

#### Campo
| Partido                 | Partido                        | Votos | %               | +/-   | Mandatos | +/-     |
| ----------------------- | ------------------------------ | ----- | --------------- | ----- | -------- | ------- |
|                         | Partido Social Democrata       | 1 436 | 65,07 / 100,00  | 12,11 | 7 / 9    | 2       |
|                         | Partido Socialista             | 409   | 18,53 / 100,00  | 4,97  | 2 / 9    | 1       |
|                         | CDS – Partido Popular          | 172   | 7,79 / 100,00   | 3,64  | 0 / 9    | 1       |
|                         | Coligação Democrática Unitária | 66    | 2,99 / 100,00   | 1,06  | 0 / 9    | Estável |
| Votos Inválidos         | Votos Inválidos                | 124   | 5,62 / 100,00   | 2,44  |          |         |
| Total                   | Total                          | 2 207 | 100,00 / 100,00 |       | 9 / 9    | 4       |
| Eleitorado/Participação | Eleitorado/Participação        | 4 850 | 45,51 / 100,00  | 1,87  |          |         |

#### Cavernães
| Partido                 | Partido                        | Votos | %               | +/-  | Mandatos | +/-     |
| ----------------------- | ------------------------------ | ----- | --------------- | ---- | -------- | ------- |
|                         | Partido Social Democrata       | 633   | 76,27 / 100,00  | 9,04 | 8 / 9    | 1       |
|                         | Partido Socialista             | 144   | 17,35 / 100,00  | 6,30 | 1 / 9    | 1       |
|                         | Coligação Democrática Unitária | 20    | 2,41 / 100,00   | 0,72 | 0 / 9    | Estável |
| Votos Inválidos         | Votos Inválidos                | 33    | 3,98 / 100,00   | 1,17 |          |         |
| Total                   | Total                          | 830   | 100,00 / 100,00 |      | 9 / 9    |         |
| Eleitorado/Participação | Eleitorado/Participação        | 1 370 | 60,58 / 100,00  | 1,42 |          |         |

#### Cota
| Partido                 | Partido                        | Votos | %               | +/-   | Mandatos | +/-     |
| ----------------------- | ------------------------------ | ----- | --------------- | ----- | -------- | ------- |
|                         | Partido Social Democrata       | 337   | 54,62 / 100,00  | 6,26  | 5 / 9    | Estável |
|                         | Partido Socialista             | 238   | 38,57 / 100,00  | 20,36 | 4 / 9    | 2       |
|                         | Coligação Democrática Unitária | 11    | 1,78 / 100,00   | 0,29  | 0 / 9    | Estável |
| Votos Inválidos         | Votos Inválidos                | 31    | 5,02 / 100,00   | 0,95  |          |         |
| Total                   | Total                          | 617   | 100,00 / 100,00 |       | 9 / 9    |         |
| Eleitorado/Participação | Eleitorado/Participação        | 1 367 | 45,14 / 100,00  | 0,59  |          |         |

#### Coutos de Viseu
| Partido                 | Partido                        | Votos | %               | +/-  | Mandatos | +/-     |
| ----------------------- | ------------------------------ | ----- | --------------- | ---- | -------- | ------- |
|                         | Partido Social Democrata       | 496   | 57,21 / 100,00  | 0,70 | 6 / 9    | Estável |
|                         | Partido Socialista             | 253   | 29,18 / 100,00  | 3,61 | 3 / 9    | Estável |
|                         | CDS – Partido Popular          | 60    | 6,92 / 100,00   | -    | 0 / 9    | -       |
|                         | Coligação Democrática Unitária | 23    | 2,65 / 100,00   | 1,54 | 0 / 9    | Estável |
| Votos Inválidos         | Votos Inválidos                | 35    | 4,04 / 100,00   | 1,07 |          |         |
| Total                   | Total                          | 867   | 100,00 / 100,00 |      | 9 / 9    |         |
| Eleitorado/Participação | Eleitorado/Participação        | 1 537 | 56,41 / 100,00  | 4,29 |          |         |

#### Fail e Vila Chã de Sá
| Partido                 | Partido                        | Votos | %               | +/-   | Mandatos | +/-     |
| ----------------------- | ------------------------------ | ----- | --------------- | ----- | -------- | ------- |
|                         | Partido Social Democrata       | 788   | 54,08 / 100,00  | 16,62 | 6 / 9    | 2       |
|                         | Partido Socialista             | 511   | 35,07 / 100,00  | 15,64 | 3 / 9    | 2       |
|                         | CDS – Partido Popular          | 64    | 4,39 / 100,00   | 1,55  | 0 / 9    | Estável |
|                         | Coligação Democrática Unitária | 31    | 2,13 / 100,00   | 0,16  | 0 / 9    | Estável |
| Votos Inválidos         | Votos Inválidos                | 63    | 4,32 / 100,00   | 2,38  |          |         |
| Total                   | Total                          | 1 457 | 100,00 / 100,00 |       | 9 / 9    |         |
| Eleitorado/Participação | Eleitorado/Participação        | 2 505 | 58,16 / 100,00  | 8,86  |          |         |

#### Fragosela
| Partido                 | Partido                        | Votos | %               | +/-  | Mandatos | +/-     |
| ----------------------- | ------------------------------ | ----- | --------------- | ---- | -------- | ------- |
|                         | Partido Social Democrata       | 667   | 47,64 / 100,00  | 1,69 | 5 / 9    | Estável |
|                         | Partido Socialista             | 531   | 37,93 / 100,00  | 4,68 | 4 / 9    | Estável |
|                         | CDS – Partido Popular          | 98    | 7,00 / 100,00   | 0,41 | 0 / 9    | Estável |
|                         | Coligação Democrática Unitária | 23    | 1,64 / 100,00   | 1,14 | 0 / 9    | Estável |
| Votos Inválidos         | Votos Inválidos                | 81    | 5,78 / 100,00   | 1,46 |          |         |
| Total                   | Total                          | 1 400 | 100,00 / 100,00 |      | 9 / 9    |         |
| Eleitorado/Participação | Eleitorado/Participação        | 2 369 | 59,10 / 100,00  | 8,31 |          |         |

#### Lordosa
| Partido                 | Partido                        | Votos | %               | +/-  | Mandatos | +/-     |
| ----------------------- | ------------------------------ | ----- | --------------- | ---- | -------- | ------- |
|                         | Partido Social Democrata       | 632   | 71,25 / 100,00  | 8,95 | 7 / 9    | Estável |
|                         | Partido Socialista             | 194   | 21,87 / 100,00  | 4,35 | 2 / 9    | 1       |
|                         | Coligação Democrática Unitária | 19    | 2,14 / 100,00   | 0,91 | 0 / 9    | Estável |
| Votos Inválidos         | Votos Inválidos                | 42    | 4,74 / 100,00   | 3,97 |          |         |
| Total                   | Total                          | 887   | 100,00 / 100,00 |      | 9 / 9    |         |
| Eleitorado/Participação | Eleitorado/Participação        | 2 159 | 41,08 / 100,00  | 0,22 |          |         |

#### Mundão
| Partido                 | Partido                        | Votos | %               | +/-   | Mandatos | +/-     |
| ----------------------- | ------------------------------ | ----- | --------------- | ----- | -------- | ------- |
|                         | Partido Social Democrata       | 584   | 45,95 / 100,00  | 1,70  | 5 / 9    | Estável |
|                         | Partido Socialista             | 547   | 43,04 / 100,00  | 11,17 | 4 / 9    | 1       |
|                         | Coligação Democrática Unitária | 46    | 3,62 / 100,00   | 5,80  | 0 / 9    | 1       |
| Votos Inválidos         | Votos Inválidos                | 94    | 7,40 / 100,00   | 0,02  |          |         |
| Total                   | Total                          | 1 271 | 100,00 / 100,00 |       | 9 / 9    |         |
| Eleitorado/Participação | Eleitorado/Participação        | 2 112 | 60,18 / 100,00  | 2,08  |          |         |

#### Orgens
| Partido                 | Partido                                         | Votos | %               | +/-   | Mandatos | +/-     |
| ----------------------- | ----------------------------------------------- | ----- | --------------- | ----- | -------- | ------- |
|                         | Movimento Independente pela Freguesia de Orgens | 567   | 31,17 / 100,00  | Novo  | 3 / 9    | Novo    |
|                         | Partido Social Democrata                        | 565   | 31,06 / 100,00  | 12,90 | 3 / 9    | 2       |
|                         | Partido Socialista                              | 479   | 26,33 / 100,00  | 2,10  | 3 / 9    | Estável |
|                         | CDS – Partido Popular                           | 59    | 3,24 / 100,00   | 12,51 | 0 / 9    | 1       |
|                         | Coligação Democrática Unitária                  | 47    | 2,58 / 100,00   | 3,61  | 0 / 9    | Estável |
| Votos Inválidos         | Votos Inválidos                                 | 102   | 5,61 / 100,00   | 4,25  |          |         |
| Total                   | Total                                           | 1 819 | 100,00 / 100,00 |       | 9 / 9    |         |
| Eleitorado/Participação | Eleitorado/Participação                         | 3 360 | 54,14 / 100,00  | 3,91  |          |         |

#### Povolide
| Partido                 | Partido                        | Votos | %               | +/-   | Mandatos | +/-     |
| ----------------------- | ------------------------------ | ----- | --------------- | ----- | -------- | ------- |
|                         | Partido Social Democrata       | 648   | 63,04 / 100,00  | 5,42  | 6 / 9    | Estável |
|                         | Partido Socialista             | 346   | 33,66 / 100,00  | 16,99 | 3 / 9    | 2       |
|                         | Coligação Democrática Unitária | 9     | 0,88 / 100,00   | 1,97  | 0 / 9    | Estável |
| Votos Inválidos         | Votos Inválidos                | 25    | 2,43 / 100,00   | 1,23  |          |         |
| Total                   | Total                          | 1 028 | 100,00 / 100,00 |       | 9 / 9    |         |
| Eleitorado/Participação | Eleitorado/Participação        | 1 758 | 58,48 / 100,00  | 4,41  |          |         |

#### Ranhados
| Partido                 | Partido                        | Votos | %               | +/-  | Mandatos | +/-     |
| ----------------------- | ------------------------------ | ----- | --------------- | ---- | -------- | ------- |
|                         | Partido Social Democrata       | 932   | 44,00 / 100,00  | 4,94 | 5 / 9    | Estável |
|                         | Partido Socialista             | 499   | 23,56 / 100,00  | 4,43 | 3 / 9    | Estável |
|                         | Bloco de Esquerda              | 178   | 8,40 / 100,00   | 0,31 | 1 / 9    | Estável |
|                         | CDS – Partido Popular          | 161   | 7,60 / 100,00   | 1,16 | 0 / 9    | Estável |
|                         | Coligação Democrática Unitária | 120   | 5,67 / 100,00   | 0,02 | 0 / 9    | Estável |
| Votos Inválidos         | Votos Inválidos                | 228   | 10,67 / 100,00  | 2,02 |          |         |
| Total                   | Total                          | 2 118 | 100,00 / 100,00 |      | 9 / 9    |         |
| Eleitorado/Participação | Eleitorado/Participação        | 4 322 | 49,01 / 100,00  | 2,13 |          |         |

#### Repeses e São Salvador
| Partido                 | Partido                        | Votos | %               | +/-  | Mandatos | +/-     |
| ----------------------- | ------------------------------ | ----- | --------------- | ---- | -------- | ------- |
|                         | Partido Social Democrata       | 1 337 | 47,46 / 100,00  | 0,37 | 7 / 13   | 1       |
|                         | Partido Socialista             | 779   | 27,65 / 100,00  | 3,42 | 4 / 13   | Estável |
|                         | CDS – Partido Popular          | 196   | 6,96 / 100,00   | 1,98 | 1 / 13   | Estável |
|                         | Bloco de Esquerda              | 173   | 6,14 / 100,00   | 1,58 | 1 / 13   | 1       |
|                         | Coligação Democrática Unitária | 99    | 3,51 / 100,00   | 0,01 | 0 / 13   | Estável |
| Votos Inválidos         | Votos Inválidos                | 233   | 8,27 / 100,00   | 2,65 |          |         |
| Total                   | Total                          | 2 817 | 100,00 / 100,00 |      | 13 / 13  |         |
| Eleitorado/Participação | Eleitorado/Participação        | 5 146 | 54,74 / 100,00  | 1,54 |          |         |

#### Ribafeita
| Partido                 | Partido                        | Votos | %               | +/-   | Mandatos | +/-     |
| ----------------------- | ------------------------------ | ----- | --------------- | ----- | -------- | ------- |
|                         | Partido Social Democrata       | 441   | 52,25 / 100,00  | 11,94 | 5 / 9    | 2       |
|                         | Partido Socialista             | 376   | 44,55 / 100,00  | 23,84 | 4 / 9    | 2       |
|                         | Coligação Democrática Unitária | 10    | 1,18 / 100,00   | 5,52  | 0 / 9    | Estável |
| Votos Inválidos         | Votos Inválidos                | 17    | 2,01 / 100,00   | 2,62  |          |         |
| Total                   | Total                          | 844   | 100,00 / 100,00 |       | 9 / 9    |         |
| Eleitorado/Participação | Eleitorado/Participação        | 1 398 | 60,37 / 100,00  | 8,31  |          |         |

#### Rio de Loba
| Partido                 | Partido                        | Votos | %               | +/-  | Mandatos | +/-     |
| ----------------------- | ------------------------------ | ----- | --------------- | ---- | -------- | ------- |
|                         | Partido Social Democrata       | 1 893 | 47,37 / 100,00  | 5,71 | 8 / 13   | 1       |
|                         | Partido Socialista             | 1 100 | 27,53 / 100,00  | 2,81 | 4 / 13   | 1       |
|                         | Bloco de Esquerda              | 255   | 6,38 / 100,00   | 2,99 | 1 / 13   | 1       |
|                         | CDS – Partido Popular          | 230   | 5,76 / 100,00   | 2,64 | 0 / 13   | 1       |
|                         | Coligação Democrática Unitária | 182   | 4,55 / 100,00   | 0,76 | 0 / 13   | Estável |
| Votos Inválidos         | Votos Inválidos                | 336   | 8,40 / 100,00   | 2,50 |          |         |
| Total                   | Total                          | 3 996 | 100,00 / 100,00 |      | 13 / 13  |         |
| Eleitorado/Participação | Eleitorado/Participação        | 8 237 | 48,51 / 100,00  | 3,27 |          |         |

#### Santos Evos
| Partido                 | Partido                        | Votos | %               | +/-  | Mandatos | +/-     |
| ----------------------- | ------------------------------ | ----- | --------------- | ---- | -------- | ------- |
|                         | Partido Social Democrata       | 562   | 61,83 / 100,00  | 0,16 | 6 / 9    | 1       |
|                         | Partido Socialista             | 273   | 30,03 / 100,00  | 4,44 | 3 / 9    | 1       |
|                         | CDS – Partido Popular          | 30    | 3,30 / 100,00   | 4,55 | 0 / 9    | Estável |
|                         | Coligação Democrática Unitária | 11    | 1,21 / 100,00   | 0,19 | 0 / 9    | Estável |
| Votos Inválidos         | Votos Inválidos                | 33    | 3,63 / 100,00   | 0,24 |          |         |
| Total                   | Total                          | 909   | 100,00 / 100,00 |      | 9 / 9    |         |
| Eleitorado/Participação | Eleitorado/Participação        | 1 526 | 59,57 / 100,00  | 0,10 |          |         |

#### São Cipriano e Vil de Souto
| Partido                 | Partido                        | Votos | %               | +/-  | Mandatos | +/-     |
| ----------------------- | ------------------------------ | ----- | --------------- | ---- | -------- | ------- |
|                         | Partido Social Democrata       | 783   | 69,48 / 100,00  | 9,43 | 8 / 9    | 1       |
|                         | Partido Socialista             | 159   | 14,11 / 100,00  | 0,79 | 1 / 9    | Estável |
|                         | CDS – Partido Popular          | 62    | 5,50 / 100,00   | 9,71 | 0 / 9    | 1       |
|                         | Coligação Democrática Unitária | 55    | 4,88 / 100,00   | 0,56 | 0 / 9    | Estável |
| Votos Inválidos         | Votos Inválidos                | 68    | 6,04 / 100,00   | 0,08 |          |         |
| Total                   | Total                          | 1 127 | 100,00 / 100,00 |      | 9 / 9    |         |
| Eleitorado/Participação | Eleitorado/Participação        | 1 801 | 62,58 / 100,00  | 2,33 |          |         |

#### São João de Lourosa
| Partido                 | Partido                        | Votos | %               | +/-  | Mandatos | +/-     |
| ----------------------- | ------------------------------ | ----- | --------------- | ---- | -------- | ------- |
|                         | Partido Socialista             | 955   | 42,35 / 100,00  | 3,71 | 5 / 9    | 1       |
|                         | Partido Social Democrata       | 930   | 41,60 / 100,00  | 1,32 | 4 / 9    | 1       |
|                         | CDS – Partido Popular          | 150   | 6,65 / 100,00   | 1,36 | 0 / 9    | Estável |
|                         | Coligação Democrática Unitária | 82    | 3,64 / 100,00   | 1,33 | 0 / 9    | Estável |
| Votos Inválidos         | Votos Inválidos                | 130   | 5,76 / 100,00   | 2,34 |          |         |
| Total                   | Total                          | 2 255 | 100,00 / 100,00 |      | 9 / 9    |         |
| Eleitorado/Participação | Eleitorado/Participação        | 4 248 | 53,08 / 100,00  | 6,41 |          |         |

#### São Pedro de France
| Partido                 | Partido                        | Votos | %               | +/-   | Mandatos | +/-     |
| ----------------------- | ------------------------------ | ----- | --------------- | ----- | -------- | ------- |
|                         | Partido Social Democrata       | 410   | 53,59 / 100,00  | 6,01  | 5 / 9    | Estável |
|                         | Partido Socialista             | 150   | 19,61 / 100,00  | 10,87 | 2 / 9    | 1       |
|                         | CDS – Partido Popular          | 150   | 19,61 / 100,00  | 3,87  | 2 / 9    | 1       |
|                         | Coligação Democrática Unitária | 11    | 1,44 / 100,00   | 0,79  | 0 / 9    | Estável |
| Votos Inválidos         | Votos Inválidos                | 44    | 5,75 / 100,00   | 1,79  |          |         |
| Total                   | Total                          | 765   | 100,00 / 100,00 |       | 9 / 9    |         |
| Eleitorado/Participação | Eleitorado/Participação        | 1 336 | 57,26 / 100,00  | 3,64  |          |         |

#### Silgueiros
| Partido                 | Partido                        | Votos | %               | +/-  | Mandatos | +/-     |
| ----------------------- | ------------------------------ | ----- | --------------- | ---- | -------- | ------- |
|                         | Partido Socialista             | 1 055 | 58,32 / 100,00  | 5,79 | 6 / 9    | Estável |
|                         | Partido Social Democrata       | 592   | 32,73 / 100,00  | 2,76 | 3 / 9    | Estável |
|                         | CDS – Partido Popular          | 64    | 3,54 / 100,00   | 3,41 | 0 / 9    | Estável |
|                         | Coligação Democrática Unitária | 21    | 1,16 / 100,00   | 0,22 | 0 / 9    | Estável |
| Votos Inválidos         | Votos Inválidos                | 77    | 4,26 / 100,00   | 0,29 |          |         |
| Total                   | Total                          | 1 809 | 100,00 / 100,00 |      | 9 / 9    |         |
| Eleitorado/Participação | Eleitorado/Participação        | 3 369 | 53,70 / 100,00  | 4,06 |          |         |

#### Viseu
| Partido                 | Partido                        | Votos  | %               | +/-  | Mandatos | +/-     |
| ----------------------- | ------------------------------ | ------ | --------------- | ---- | -------- | ------- |
|                         | Partido Social Democrata       | 4 573  | 44,65 / 100,00  | 4,05 | 10 / 19  | 1       |
|                         | Partido Socialista             | 2 732  | 26,67 / 100,00  | 1,11 | 6 / 19   | Estável |
|                         | Bloco de Esquerda              | 872    | 8,51 / 100,00   | 2,06 | 1 / 19   | Estável |
|                         | CDS – Partido Popular          | 672    | 6,56 / 100,00   | 2,72 | 1 / 19   | 1       |
|                         | Coligação Democrática Unitária | 559    | 5,46 / 100,00   | 0,17 | 1 / 19   | Estável |
| Votos Inválidos         | Votos Inválidos                | 834    | 8,14 / 100,00   | 4,68 |          |         |
| Total                   | Total                          | 10 242 | 100,00 / 100,00 |      | 19 / 19  |         |
| Eleitorado/Participação | Eleitorado/Participação        | 22 415 | 45,69 / 100,00  | 1,11 |          |         |

| Freguesia                          | 2013-2017 | 2013-2017                | 2013-2017      | 2017-2021 | 2017-2021                | 2017-2021      |
| ---------------------------------- | --------- | ------------------------ | -------------- | --------- | ------------------------ | -------------- |
| Abraveses                          |           | Grupo de Cidadãos        | 41,98 / 100,00 |           | Partido Social Democrata | 51,91 / 100,00 |
| Barreiros e Cepões                 |           | Partido Social Democrata | 39,32 / 100,00 |           | Partido Social Democrata | 38,60 / 100,00 |
| Boa Aldeia, Farminhão e Torredeita |           | Partido Socialista       | 41,23 / 100,00 |           | Partido Socialista       | 40,73 / 100,00 |
| Bodiosa                            |           | Partido Social Democrata | 56,62 / 100,00 |           | Partido Social Democrata | 67,92 / 100,00 |
| Calde                              |           | Partido Social Democrata | 53,65 / 100,00 |           | Partido Social Democrata | 65,86 / 100,00 |
| Campo                              |           | Partido Social Democrata | 52,96 / 100,00 |           | Partido Social Democrata | 65,07 / 100,00 |
| Cavernães                          |           | Partido Social Democrata | 67,23 / 100,00 |           | Partido Social Democrata | 76,27 / 100,00 |
| Cota                               |           | Partido Social Democrata | 48,36 / 100,00 |           | Partido Social Democrata | 54,62 / 100,00 |
| Coutos de Viseu                    |           | Partido Social Democrata | 57,91 / 100,00 |           | Partido Social Democrata | 57,21 / 100,00 |
| Fail e Vila Chã de Sá              |           | Partido Socialista       | 50,71 / 100,00 |           | Partido Social Democrata | 54,08 / 100,00 |
| Fragosela                          |           | Partido Social Democrata | 49,33 / 100,00 |           | Partido Social Democrata | 47,64 / 100,00 |
| Lordosa                            |           | Partido Social Democrata | 62,30 / 100,00 |           | Partido Social Democrata | 71,25 / 100,00 |
| Mundão                             |           | Partido Social Democrata | 44,25 / 100,00 |           | Partido Social Democrata | 45,95 / 100,00 |
| Orgens                             |           | Partido Social Democrata | 43,96 / 100,00 |           | Grupo de Cidadãos        | 31,17 / 100,00 |
| Povolide                           |           | Partido Social Democrata | 57,62 / 100,00 |           | Partido Social Democrata | 63,04 / 100,00 |
| Ranhados                           |           | Partido Social Democrata | 39,06 / 100,00 |           | Partido Social Democrata | 44,00 / 100,00 |
| Repeses e São Salvador             |           | Partido Social Democrata | 47,83 / 100,00 |           | Partido Social Democrata | 47,46 / 100,00 |
| Ribafeita                          |           | Partido Social Democrata | 64,19 / 100,00 |           | Partido Social Democrata | 52,25 / 100,00 |
| Rio de Loba                        |           | Partido Social Democrata | 41,66 / 100,00 |           | Partido Social Democrata | 47,37 / 100,00 |
| Santos Evos                        |           | Partido Social Democrata | 61,67 / 100,00 |           | Partido Social Democrata | 61,83 / 100,00 |
| São Cipriano e Vil de Souto        |           | Partido Social Democrata | 60,05 / 100,00 |           | Partido Social Democrata | 69,48 / 100,00 |
| São João de Lourosa                |           | Partido Social Democrata | 40,28 / 100,00 |           | Partido Socialista       | 42,35 / 100,00 |
| São Pedro de France                |           | Partido Social Democrata | 47,58 / 100,00 |           | Partido Social Democrata | 53,59 / 100,00 |
| Silgueiros                         |           | Partido Socialista       | 52,53 / 100,00 |           | Partido Socialista       | 58,32 / 100,00 |
| Viseu                              |           | Partido Social Democrata | 40,60 / 100,00 |           | Partido Social Democrata | 44,65 / 100,00 |